# Papa Nicolau V
Papa Nicolau V ( em latim: Nicholaus V; em italiano:  Niccolò V; 13 de novembro de 1397 – 24 de março de 1455), nascido Tommaso Parentucelli, foi Papa da Igreja Católica e Soberano dos Estados Papais de 6 de março de 1447 até sua morte, em março de 1455. O Papa Eugênio IV fez dele um cardeal em 1446, após viagens bem-sucedidas à Itália e Alemanha, e quando Eugênio morreu no ano seguinte, Parentucelli foi eleito em seu lugar. Ele adotou o nome de Nicolau em memória de suas obrigações para com Niccolò Albergati.
O pontificado de Nicolau viu a queda de Constantinopla para os turcos otomanos e o fim da Guerra dos Cem Anos, bem como o fim da Idade Média,  convocou uma cruzada contra os otomanos que nunca se concretizou. Pela Concordata de Viena, ele garantiu o reconhecimento dos direitos papais sobre bispados e benefícios. Ele também provocou a submissão do último dos antipapas, Félix V, e a dissolução do Sínodo de Basel. Uma figura-chave na Renascença romana, Nicolau procurou fazer de Roma o lar da literatura e da arte. Ele fortaleceu fortificações, restaurou aquedutos e reconstruiu muitas igrejas. Ele ordenou planos de projeto para o que viria a ser a Basílica de São Pedro.
Ele é o último papa a adotar o nome pontifício de "Nicolau".

## Vida pregressa
Tommaso Parentucelli nasceu de Andreola Bosi de Fivizzano e do médico Bartolomeo Parentucelli em Sarzana, uma importante cidade de Lunigiana. A região de Lunigiana há muito tempo foi disputada por forças concorrentes da Toscana, da Ligúria e de Milão. Três anos antes do nascimento de Parentucelli, a cidade foi tomada dos florentinos pela República genovesa. Seu pai morreu quando ele era jovem. Parentucelli mais tarde tornou-se tutor, em Florença, das famílias dos Strozzi e Albizzi, onde conheceu os principais estudiosos humanistas.
Parentucelli estudou em Bolonha e Florença, graduando-se em teologia em 1422. O bispo Niccolò Albergati ficou tão impressionado com suas capacidades que o colocou a seu serviço e lhe deu a chance de continuar seus estudos, enviando-o em uma excursão. pela Alemanha, França e Inglaterra. Ele era capaz de colecionar livros, pelos quais tinha uma paixão de intelectual, por onde passava. Alguns deles sobrevivem com suas anotações marginais.
Parentucelli participou do Concílio de Florença e em 1444, quando seu patrono morreu, foi nomeado Bispo de Bolonha em seu lugar. Os distúrbios cívicos em Bolonha foram prolongados, então o Papa Eugênio IV logo o nomeou como um dos legados enviados a Frankfurt. Ele deveria ajudar na negociação de um entendimento entre os Estados Papais e o Sacro Império Romano, a respeito de minar ou pelo menos conter os decretos reformadores do Concílio de Basel (1431–1439).

## Papado

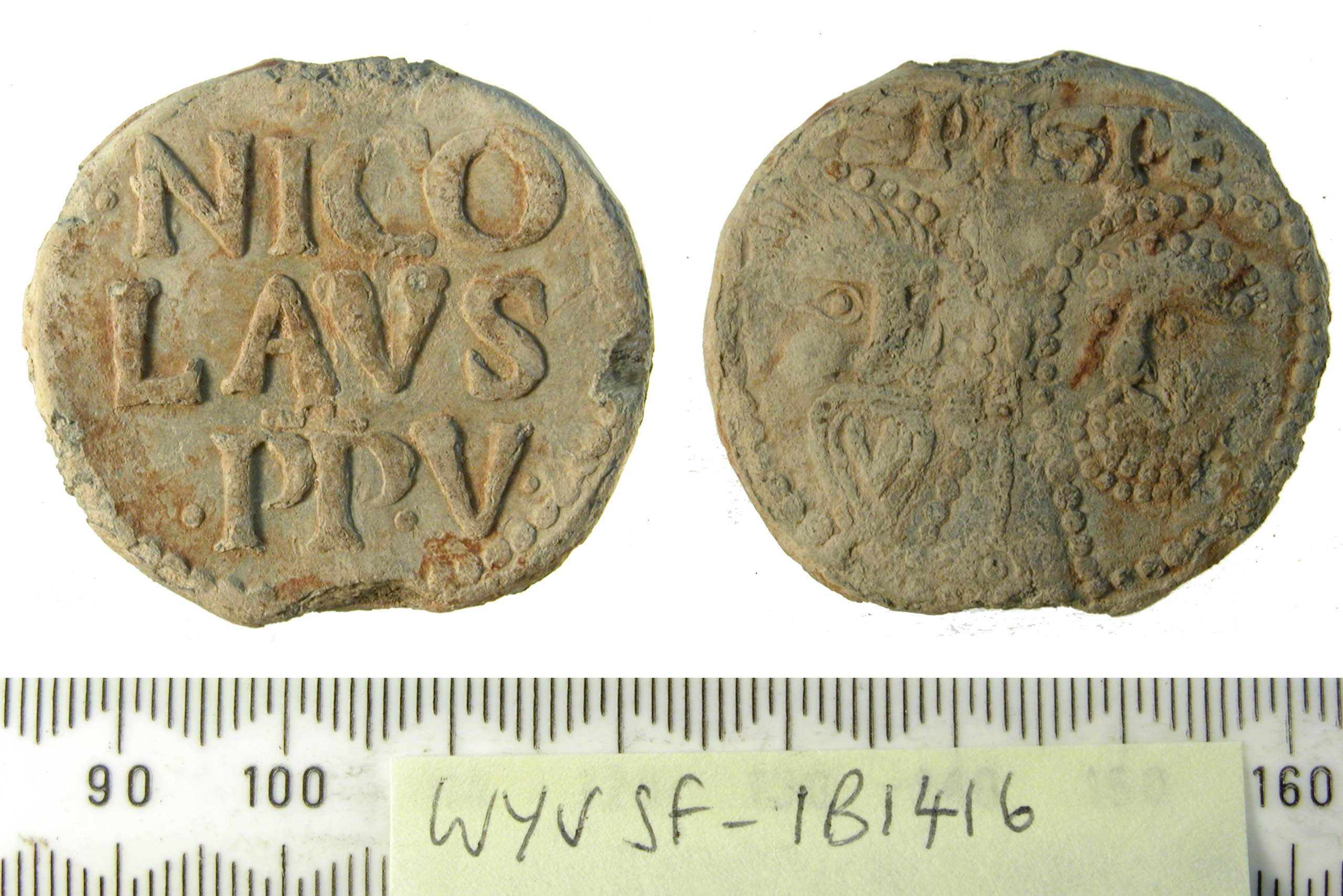
Bula papal de Nicolau V

A diplomacia bem-sucedida de Parentucelli rendeu-lhe a recompensa, em seu retorno a Roma, do título de Cardeal-Sacerdote de Santa Susanna em dezembro de 1446. No conclave papal de 1447, ele foi eleito papa na sucessão de Eugênio IV em 6 de março. Ele adotou o nome de Nicolau em homenagem a seu antigo benfeitor, Niccolò Albergati.
Em apenas oito anos, seu pontificado produziu importantes conquistas na história política, científica e literária do mundo. Politicamente, precisava reparar as relações que se romperam no pontificado de Eugênio IV. Ele convocou o congresso que produziu o Tratado de Lodi, garantiu a paz com Carlos VII da França e concluiu a Concordata de Viena ou Aschaffenburg (17 de fevereiro de 1448) com o rei alemão Frederico III, pela qual os decretos do Concílio de Basel contra anais papais e reservas foram revogadas no que dizia respeito à Alemanha. No ano seguinte, ele garantiu um triunfo tático ainda maior com a renúncia do antipapa Félix V em 7 de abril e seu próprio reconhecimento pela retaguarda do Concílio de Basel reunido em Lausanne.
Em 1450, Nicolau celebrou um Jubileu em Roma, e as ofertas dos numerosos peregrinos que se aglomeraram em Roma deram-lhe os meios de promover a causa da cultura na Itália, que ele tanto desejava. Em março de 1452, ele coroou Frederico III como Sacro Imperador Romano na Basílica de São Pedro, naquela que foi a última coroação imperial realizada em Roma.
Dentro da cidade de Roma, Nicolau introduziu o novo espírito do Renascimento, tanto intelectual quanto arquitetonicamente. Seus planos eram embelezar a cidade com novos monumentos dignos da capital do mundo cristão. Foi em reconhecimento a esse compromisso com a construção que Leon Battista Alberti dedicou a Nicolau V seu tratado De re aedificatoria.

### Reconstruindo Roma
Seu primeiro cuidado foi prático, reforçar as fortificações da cidade, limpando e até calçando algumas ruas principais e restabelecendo o abastecimento de água. O fim da Roma antiga às vezes é datado da destruição de seu magnífico conjunto de aquedutos por invasores do século VI. Na Idade Média, os romanos dependiam de poços e cisternas para obter água, e os pobres tiravam a água do Tibre amarelo. O aqueduto Aqua Virgo, originalmente construído por Agrippa, foi restaurado por Nicolau e esvaziado em uma bacia simples que Alberti projetou, o antecessor da Fontana di Trevi.
Ele continuou a restauração das principais basílicas romanas, mas também de muitas outras igrejas romanas, incluindo Sant'Apostoli, Sant'Eusebio, San Lorenzo fuori le Mura, Santa Maria in Trastevere, Santa Prassede, San Salvatore, Santo Stefano Rotondo, San Teodoro e principalmente São Celso. Ele reconstruiu a Ponte Sant 'Angelo, que havia desabado em 1450, e apoiou a reconstrução da área circundante como um prestigioso bairro comercial e residencial.

### Patrono das artes

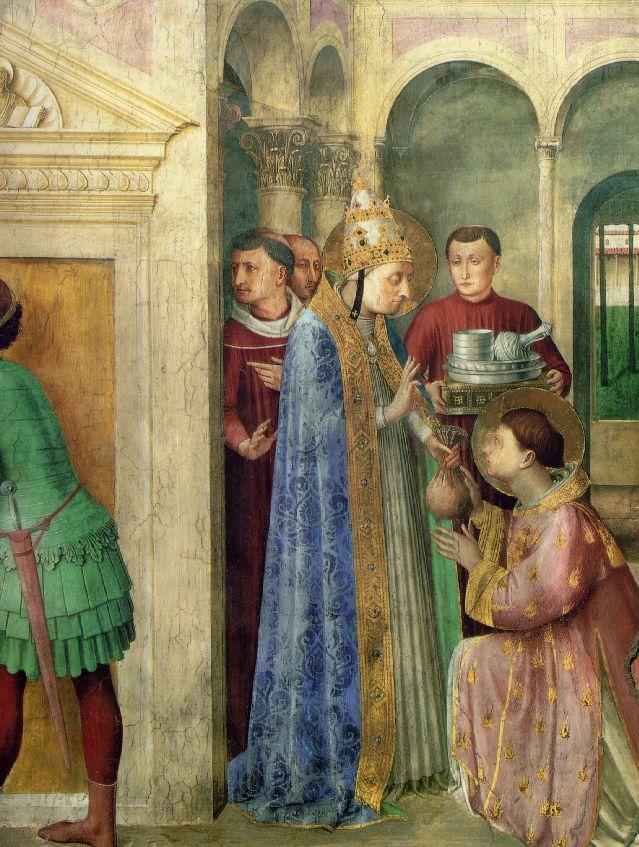
Afresco na Capela Nicolina representando o Papa Sisto II com as características físicas do Papa Nicolau V

O foco principal de Nicolau V era estabelecer o Vaticano como a residência oficial do papado, substituindo o Palácio de Latrão. Ele acrescentou uma nova ala substancial, incluindo uma capela privada para o Vaticano, e – de acordo com Giannozzo Manetti, biógrafo de Nicolau – planejou mudanças substanciais no distrito de Borgo. Ele também colocou 2.522 carrinhos de mármore do Coliseu em ruínas para uso nas construções posteriores.
Os contemporâneos do papa criticaram seus pródigos gastos com a construção: Manetti traçou paralelos com a riqueza e os gastos de Salomão, sugerindo que a riqueza papal era aceitável desde que fosse gasta para a glória de Deus e o bem da Igreja. A decoração da Capela Nicolina por Fra Angelico demonstrou esta mensagem através de suas representações de São Lourenço (martirizado por se recusar a entregar ao estado romano a riqueza da Igreja) e Santo Estêvão.
Sob o generoso patrocínio de Nicolau, o humanismo também avançou rapidamente. O novo aprendizado humanista havia sido visto com desconfiança em Roma, uma possível fonte de cisma e heresia de um interesse doentio pelo paganismo. Para Nicolau, o humanismo tornou-se uma ferramenta para o engrandecimento cultural da capital cristã, e ele enviou emissários ao Oriente para atrair estudiosos gregos após a queda de Constantinopla. O papa também contratou Lorenzo Valla para traduzir histórias gregas, tanto pagãs quanto cristãs, para o latim. Essa indústria, surgindo pouco antes do surgimento da imprensa, contribuiu enormemente para a súbita expansão do horizonte intelectual.
Nicolau, com a ajuda de Enoque de Ascoli e Giovanni Tortelli, fundou uma biblioteca de cinco mil volumes, incluindo manuscritos resgatados dos turcos após a queda de Constantinopla. O próprio Papa era um homem de vasta erudição, e seu amigo Aeneas Silvius Piccolomini, mais tarde Papa Pio II, disse dele que "o que ele não sabe está fora do alcance do conhecimento humano". Bibliófilo ao longo da vida, ele valorizava os livros: enquanto a biblioteca do Vaticano ainda estava sendo projetada e planejada, ele mantinha os livros mais raros perto de si em seu quarto, com os outros em uma sala próxima. Muitas vezes pensando com carinho em seu antigo trabalho como bibliotecário, ele certa vez comentou: "Tive mais felicidade em um dia do que agora em um ano inteiro".
Ele foi compelido, no entanto, a acrescentar que o brilho de seu pontificado seria para sempre enfraquecido pela queda de Constantinopla, que os turcos tomaram em 1453. Malsucedido em uma campanha para unir as potências cristãs para ajudar Constantinopla, pouco antes da conquista daquela grande cidadela, Nicolau ordenou que 10 navios papais navegassem com navios de Gênova, Veneza e Nápoles para defender a capital do Império Romano do Oriente. No entanto, a antiga capital caiu antes que os navios pudessem oferecer qualquer ajuda. O Papa sentiu amargamente esta catástrofe como um duplo golpe para a cristandade e para as letras gregas. "É uma segunda morte", escreveu Aeneas Silvius, "para Homero e Platão".
Nicolau pregou uma cruzada e se esforçou para reconciliar as animosidades mútuas dos estados italianos, mas sem muito sucesso.
Ao realizar essas obras, Nicolau foi movido "para fortalecer a fé fraca da população pela grandeza daquilo que ela vê". A população romana, no entanto, não apreciou nem seus motivos nem seus resultados e, em 1452, uma formidável conspiração para derrubar o governo papal sob a liderança de Stefano Porcari foi descoberta e esmagada. Essa revelação de desafeto, juntamente com a queda de Constantinopla em 1453, obscureceu os últimos anos do papa Nicolau. "Como Thomas de Sarzana", disse ele, "tive mais felicidade em um dia do que agora em um ano inteiro".

### Escravidão

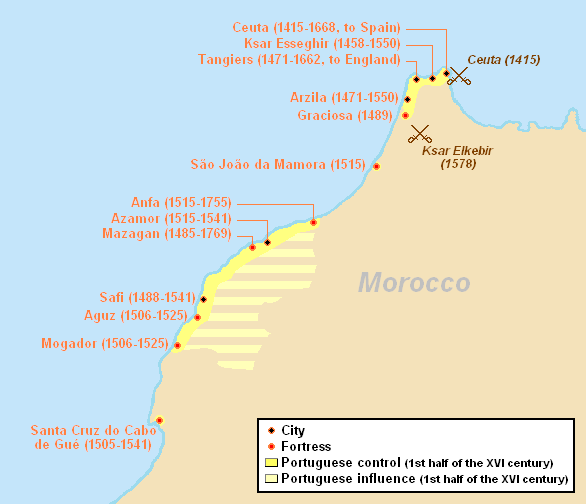
possessões portuguesas em Marrocos (1415-1769)

No final da primavera de 1452, o imperador bizantino Constantino XI escreveu ao Papa Nicolau pedindo ajuda contra o cerco iminente do sultão otomano Mehmed II. Nicolau emitiu a bula Dum Diversas (18 de junho de 1452) autorizando o rei Afonso V de Portugal a "atacar, conquistar e subjugar sarracenos, pagãos e outros inimigos de Cristo onde quer que se encontrem". Emitida menos de um ano antes da queda de Constantinopla, a bula pode ter sido destinada a iniciar outra cruzada contra o Império Otomano.
A propriedade das Ilhas Canárias continuou a ser uma fonte de disputa entre Espanha e Portugal e Nicolau foi convidado a resolver a questão, em última análise, a favor dos portugueses. A área geográfica da concessão dada na bula não é explícita, mas o historiador Richard Raiswell considera que se refere claramente às terras recentemente descobertas ao longo da costa da África Ocidental. Os empreendimentos portugueses destinavam-se a competir com as caravanas muçulmanas trans-sahara, que desempenhavam um papel fundamental no altamente lucrativo comércio de escravos muçulmanos e também detinham o monopólio do ouro e marfim da África Ocidental.
Os portugueses reclamavam direitos territoriais ao longo da costa africana por terem investido tempo e dinheiro na sua descoberta; a reivindicação castelhana baseava-se no fato de serem herdeiros dos visigodos. Em 1454, uma frota de caravelas de Sevilha e Cádis navegavam ao longo da costa africana e, ao regressarem, foram interceptadas por uma esquadra portuguesa. Enrique IV de Castela ameaçou a guerra. Afonso V apelou ao Papa para obter apoio moral do direito de Portugal ao monopólio do comércio nas terras que ela descobriu.
A bula papal Romanus Pontifex, emitida em 8 de janeiro de 1455, endossou a posse portuguesa de Cuerta (que eles já possuíam), e o direito exclusivo de comércio, navegação e pesca nas terras descobertas, e reafirmou o anterior Dum Diversas. Concedeu permissão a D. Afonso e seus herdeiros para "... fazer compras e vendas de quaisquer coisas e bens, e quaisquer provisões, que lhe pareça conveniente, com quaisquer sarracenos e infiéis nas referidas regiões; ... desde que não sejam de ferro instrumentos, madeira de construção, cordas, navios e qualquer tipo de armadura".
A bula conferia direitos comerciais exclusivos aos portugueses entre Marrocos e as Índias com o direito de conquistar e converter os habitantes. Uma importante concessão dada por Nicolau em súmula ao rei Alfonso em 1454 estendeu os direitos concedidos aos territórios existentes a todos os que pudessem ser conquistados no futuro. Consistente com esses objetivos amplos, permitia aos portugueses "invadir, procurar, capturar, vencer e subjugar todos os sarracenos e pagãos, e outros inimigos de Cristo onde quer que estivessem, e os reinos, ducados, principados, domínios, possessões e todos os bens móveis e imóveis que sejam detidos e possuídos por eles e reduzir suas pessoas à escravidão perpétua". No entanto, junto com uma segunda referência a alguns que já foram escravizados, isso foi usado para sugerir que Nicolau sancionou a compra de escravos negros do "infiel": "... muitos guineenses e outros negros, levados por força, e alguns por troca de artigos não proibidos, ou por outro contrato legal de compra, foram... convertidos à fé católica, e espera-se, com a ajuda da misericórdia divina, que se tal progresso continuar com eles, ou esses povos serão convertidos à fé ou pelo menos as almas de muitos deles serão ganhas para Cristo”.
É com base nisso que se argumentou que, coletivamente, as duas bulas emitidas por Nicolau davam aos portugueses o direito de adquirir escravos ao longo da costa africana pela força ou pelo comércio. Ao lidar com chefes africanos locais e comerciantes de escravos muçulmanos, os portugueses buscaram se tornar os principais atores europeus no lucrativo comércio de escravos. As concessões feitas neles foram confirmadas por bulas emitidas pelo Papa Calixto III (Inter Caetera quae em 1456), Sisto IV (Aeterni regis em 1481), e tornaram-se modelos para bulas subsequentes emitidas pelo Papa Alexandre VI : Eximiae devotions (3 de maio 1493), Inter Caetera (4 de maio de 1493) e Dudum Siquidem (23 de setembro de 1493), nas quais conferiu direitos semelhantes à Espanha em relação às terras recém-descobertas nas Américas.